# Cancer de l'estomac héréditaire
Le cancer de l'estomac héréditaire est une susceptibilité à un type particulier de cancer de l'estomac infiltrant et épaississant la paroi complète de l'estomac sans former de masse tumorale. Ce type de cancer est parfois désigné sous le vocable de linitis plastica. Le type histologique de ce cancer est un adénocarcinome faiblement différencié.
L'âge moyen de survenue de ce cancer est de 38 ans avec des cas commençant dès l'âge de 14 ans. La majoritè des cancers chez les personnes porteuses de la mutation du gène CDH1 (soit 25 %) survient avant 40 ans.
Le risque cumulé de cancer à l'âge de 80 ans est de 67 % pour les hommes et de 83 % pour les femmes qui ont aussi un risque de 40 % de cancer lobulaire du sein.

## Définition du cancer de l'estomac héréditaire
On parle de cancer de l'estomac héréditaire quand il existe deux ou plus cancers de l'estomac documentés (c'est-à-dire prouvés) de type linitis plastica dans la famille au premier ou second degré avec au moins un cas avant l'âge de 50 ans ou trois cas dans la famille au premier ou second degré sans tenir compte de l'âge

## Étiologie
La mutation du gène CDH1 (en) 192090 localisé sur le long bras du chromosome 16 codant la protéine E-cadhérine est retrouvée dans 25 à 33 % des cancers de l'estomac héréditaire.

## Incidence & prévalence
Mondialement, le cancer de l'estomac est le deuxième après le cancer du poumon. Il existe des variations nettes de l'incidence des cancers de l'estomac :
- L'incidence maximale est retrouvée au Japon (80 cas pour 100 000 habitants) et les pays asiatiques.
- L'Europe de l'est et l'Amérique du Sud ont des taux élevés
- L'incidence est plus basse dans l'Europe de l'ouest et aux États-Unis (10 à 40 cas pour 100 000 habitants). En Amérique du Nord ⅓ des cancers de l'estomac sont diffus et 15 % mixtes.

Bien que l'incidence du cancer de l'estomac soit maximale en Asie, la plupart des mutations du CDH1 sont retrouvées dans les populations européennes.

## Diagnostic

### Clinique
Les critères diagnostics suivants ont récemment été proposés:
1. Deux ou plus cancers de l'estomac documentés (c.a.d prouvés) de type linitis plastica dans la famille au premier ou second degré avec au moins un cas avant l'âge de 50 ans
2. Trois cas de type linitis plastica dans la famille au premier ou second degré sans tenir compte de l'âge
3. Un seul cas de type linitis plastica avant 45 ans
4. Un seul cas de type linitis plastica avant 45 ans associé à un cancer lobulaire du sein
5. Un seul cas de type linitis plastica avant 45 ans et un autre cas de la famille ayant un cancer lobulaire du sein
6. Un seul cas de type linitis plastica avant 45 ans et un autre cas de la famille ayant un cancer du colon droit

Ces critères de diagnostic ne sont applicables qu'en Europe de l'ouest et en Amérique du nord.

### Histologie
90 % des cancers de l'estomac sont des adénocarcinomes avec deux variants : la forme diffuse et la forme exubérante et souvent ulcérée.

Les mutations du gène CDH1 n'existent que dans la forme diffuse. Le pronostic de la forme diffuse est moins bon que la forme exubérante qui se caractérise par une métaplasie intestinale et une localisation dans la partie distale de l'estomac.

### Différentiel
Seuls 5 à 10 % des cancers de l'estomac sont héréditaires.
Le cancer de l'estomac est retrouvé dans plusieurs syndromes prédisposant aux tumeurs malignes comme:
- Cancer colorectal héréditaire sans polypose
- Syndrome de Li-Fraumeni
- Polypose adénomateuse colorectale
- Syndrome de Peutz-Jeghers
- Syndrome de Bannayan-Riley-Ruvalcaba
- Complexe de Carney

## Conseil génétique
La pénétrance du cancer de l'estomac héréditaire n'est pas complète:
- 67 % chez les hommes à 80 ans pour 83 % chez les femmes avec chez elle un risque de cancer du sein de 40 %

### Mode de transmission
Transmission autosomique dominante

## Sources
- (en) Online Mendelian Inheritance in Man, OMIM (TM). Johns Hopkins University, Baltimore, MD. MIM Number:137215
- (en) GeneTests: Medical Genetics Information Resource (database online). Copyright, University of Washington, Seattle. 1993-2005